# J. André Blake
 (septembre 2017).
Si vous disposez d'ouvrages ou d'articles de référence ou si vous connaissez des sites web de qualité traitant du thème abordé ici, merci de compléter l'article en donnant les références utiles à sa vérifiabilité et en les liant à la section « Notes et références ».
Pour les articles homonymes, voir Blake.
J. André Blake est un des pionniers du Taekwondo au Québec et au Canada.   

## Biographie
J. André Blake est né le 26 février 1944 à Montréal.   
Il enseigne de 1967 à 2001 au Centre Immaculée-Conception (actuellement Centre Père-Sablon) à Montréal.   
En octobre 1979, Maître Blake organise une compétition internationale au centre Pierre-Charbonneau de Montréal. Cette compétition oppose des compétiteurs d'Haïti et des compétiteurs du Québec d'où son nom: « Haïti-Québec ». La compétition inclut des épreuves de cassages, de formes ainsi que de combats.   
En mars 1991, Maître Blake devint le premier canadien d'origine à obtenir le grade de ceinture noire VII degré des mains du Général Choi Hong Hi, fondateur du Taekwon-Do. Il fut par la suite président de la Fédération Canadienne de Taekwon-Do International (CTFI). En septembre 1999, Maître Blake reçut, toujours des mains du Général Choi Hong Hi, le grade de ceinture noire VIII degré.
En mai 1999, Maître Blake fut l'hôte du Championnat Canadien de Taekwon-Do ITF. Il s'agira du plus gros rassemblement de pratiquants de Taekwon-Do au pays, avec plus de 1 200 participants. Aucune autre compétition de Taekwon-Do ne rassembla autant de participants - y compris les deux championnats du monde de l'ITF ayant eu lieu à Montréal en 1974 et 1990[réf. nécessaire].
Maître André Blake est décédé en mai 2001, à l'âge de 57 ans. Il reçut à titre posthume la mention de l'instructeur par excellence de la Fédération Internationale de Taekwon-Do (ITF): « ITF Outstanding Instructor Award ». Le secrétaire-général de l'ITF, Maître Choi Jung Hwa (fils du Général Choi), remit à la fille de Maître Blake, Caroline Blake, cette médaille.
Le 15 mai 2010, lors du banquet commémoratif de l'Académie de Taekwon-Do Alain Dumaine (ATAD), la mémoire de feu Grand-Maître André Blake fut honorée pour souligner le 9e anniversaire de son décès le 2 mai 2001. La Fédération Internationale de Taekwon-Do lui décerna la plus haute mention : l'Ordre de l'ITF. Maître Alain Dumaine accepta l'honneur à titre d'élève senior de feu GM André Blake. La plaque et la médaille furent remises par Maître Phap Lu VIII, secrétaire-général de la Fédération Internationale de Taekwon-Do.

## Sources
- Biographie de Maître Blake sur le site de l'Académie de Taekwon-Do Alain Dumaine
- Biographie de Maître Blake sur le site du Centre d'entraînement et de formation Richard Lajeunesse